# Python natalensis
Python natalensis är en orm i familjen pytonormar som förekommer i centrala och södra Afrika. Det vetenskapliga namnet syftar på regionen Natal i Sydafrika där de första exemplaren hittades.

## Utseende
Jämförd med klippyton är den mörka fläcken framför ögonen smalare. Dessutom finns en gul strimma över ögonen. Fjällen på huvudets ovansida är mindre än hos klippyton. Den mörka fläcken på huvudets topp har en trekantig form. Liksom nära besläktade arter har Python natalensis en maximal längd av nästan fem meter och en maximal vikt av 60 kg. Artens ögon har en lodrätt pupill. Grundfärgen på ovansidan är mörkbrun och sedan finns flera gråbruna fläckar. Vid varje sida av kloaköppningen finns ett utskott som liknar en klo.

## Utbredning
Utbredningsområdet sträcker sig från Kenya och centrala Kongo-Kinshasa till centrala Namibia och östra Sydafrika. Arten lever i låglandet och i bergstrakter upp till 2 200 meter över havet. Habitatet ligger ofta i klippiga regioner och varierar mellan skogar, buskskogar, savanner och andra gräsmarker.

## Ekologi
Honor lägger 15 till 80 ägg per tillfälle, undantagsvis upp till 100. Äggen och de nykläckta ungarna bevakas av honan. Arten solbadar ofta för att höja kroppstemperaturen. Individerna är nattaktiva under varma tider men kan alltid vara dagaktiva. Exemplar som känner sig hotade uppsöker ofta närbelägna gömslen eller vattenansamlingar. När de överraskas stelnar de till utan att röra sig. Om de provoceras, attackerar de emellertid ursinnigt. Även om betten från en stor individ kan kräva medicinsk omvårdnad, är angrepp på människor mycket sällsynta och dess farlighet anses överdriven. Under jakten väntar individerna gömda på sina byten vid boskapsstigar eller i vattnet vid vattenhål. Typiska byten är  medelstora antiloper som bland annat dykarantiloper, apor som markattor, geparder, vildhundar, varaner, krokodiler och fisk. Tillfälligtvis kan den också ta stora fågelägg och as. Bytena dödas genom omslingring. Till skillnad mot vad som ofta antas, dör bytena inte bara genom kvävning; ormen känner av bytets hjärtslag, och applicerar särskilt kraftigt tryck där, så bytet ofta dör genom cirkulationskollaps.

## Hot
Python natalensis jagas för köttets och ormskinnets skull. Delar av ormen används i den traditionella medicinen. Flera exemplar dödas av människor som ser ormen som ett hot. Arten är vanlig i stora delar av utbredningsområdet, även om ormen minskar totalt. IUCN listar arten som livskraftig (LC).